# Megapodius eremita
Megapodius eremita là một loài chim trong họ Megapodiidae.
Nó được tìm thấy ở quần đảo Bismarck (Papua New Guinea) và quần đảo Solomon. Môi trường sống tự nhiên của chúng là rừng ẩm vùng đất thấp nhiệt đới hoặc cận nhiệt đới và rừng núi ẩm nhiệt đới hoặc cận nhiệt đới.
Lần đầu tiên được mô tả bởi Gustav Hartlaub vào năm 1867, nó là một thành viên của chi Megubodius.